# Эрен (Коррез)
Эре́н (фр. Eyrein, окс. Airent) — коммуна во Франции, находится в регионе Лимузен. Департамент — Коррез. Входит в состав кантона Коррез. Округ коммуны — Тюль.
Код INSEE коммуны — 19081.
Коммуна расположена приблизительно в 400 км к югу от Парижа, в 80 км юго-восточнее Лиможа, в 16 км к северо-востоку от Тюля.

## Население
Население коммуны на 2008 год составляло 517 человек.
| 1962 | 1968 | 1975 | 1982 | 1990 | 1999 | 2008 |
| ---- | ---- | ---- | ---- | ---- | ---- | ---- |
| 641  | 642  | 602  | 559  | 513  | 484  | 517  |

## Администрация
| Период | Период | Фамилия   | Партия            | Примечания |
| ------ | ------ | --------- | ----------------- | ---------- |
| 2001   | 2008   | А. Лескюр |                   |            |
| 2008   |        | Жак Сеню  | сочувствующий ФКП |            |

## Экономика

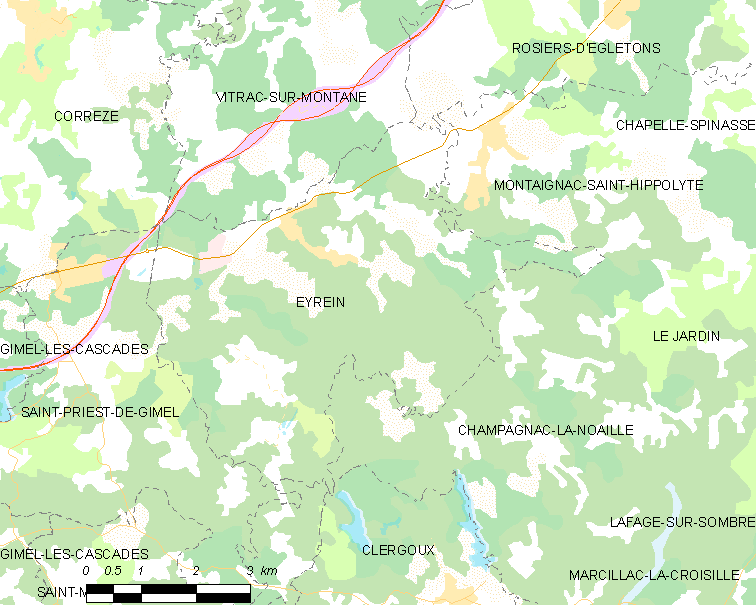
Карта коммуны

В 2007 году среди 319 человек в трудоспособном возрасте (15-64 лет) 239 были экономически активными, 80 — неактивными (показатель активности — 74,9 %, в 1999 году было 70,8 %). Из 239 активных работали 222 человека (126 мужчин и 96 женщин), безработных было 17 (8 мужчин и 9 женщин). Среди 80 неактивных 22 человека были учениками или студентами, 39 — пенсионерами, 19 были неактивными по другим причинам.

## Достопримечательности
- Церковь Сен-Пьер (XII—XIII века). Памятник истории с 1913 года[3]